# Leucanthemum meridionale
Leucanthemum meridionale là một loài thực vật có hoa trong họ Cúc. Loài này được Legrand mô tả khoa học đầu tiên năm 1881.